# 淡紅連鰭喉盤魚
淡紅連鰭喉盤魚，為輻鰭魚綱鱸形目喉盤魚亞目喉盤魚科的其中一種，分布於西印度洋區的埃及海域，體長可達3.7公分，屬底棲性魚類。